# Resolució 2361 del Consell de Seguretat de les Nacions Unides
La Resolució 2361 del Consell de Seguretat de les Nacions Unides fou adoptada per unanimitat el 29 de juny de 2017. Després de considerar un informe del Secretari General sobre la Força de les Nacions Unides d'Observació de la Separació (UNDOF) i reafirmant la resolució 1308 (2000), el Consell va prorrogar el seu mandat per uns altres sis mesos, fins al 31 de desembre de 2017.

## Contingut
El Consell va assenyalar que la situació a l'Orient Mitjà es mantenia tibant. A causa de les activitats militars a la zona de separació, hi havia risc que les tensions entre Síria i Israel tornessin a esclatar, i la treva entre ambdós de 1974 estava en perill. Es va demanar a totes les parts implicades en la Guerra Civil siriana que cessessin les seves accions militars a la zona de la UNDOF i que tornessin els vehicles i armes que els havien robat. Síria i Israel havien de respectar l'alto el foc de 1974, que estava sent violat en els atacs israelians contra Hesbol·là, qui rebia suport de l'exèrcit sirià. A més, Israel havia dut a terme atacs de represàlia per la caiguda de projectils sirians al seu territori. El Consell va fer una crida als membres de l'ONU relacionats amb els grups en conflicte a Síria que utilitzessin la seva influència perquè es retiressin de la Línia Blava. Alhora, també demanà que el pas de Quneitra torni a mans de la UNDOF.
Degut al combat amb armament pesant a la zona vigilada per la UNDOF, calia ajustar temporalment les posicions de la missió, de manera que el personal corregués el menor risc possible. Segons el pla del secretari general António Guterres, la UNDOF tornaria a Camp Faouar als Alts del Golan.